# XCF
XCF是eXperimental Computing Facility的简称，是 GIMP（GNU图像处理程序）保存的图像源文件，具有很多诸如图层的额外特性。也是GNU自由文档许可证与维基共享资源所允许的透明影像格式之一。
该格式类似Adobe Photoshop的PSD文件，支持图层，通道，透明，路径等的储存，不支持撤销历史记录。对保存的图像数据使用简单的RLE算法压缩。
XCF文件可以向后兼容。例如，GIMP 2.0能够文本作为文本图层保存，而GIMP 1.2不能，但GIMP 1.2可以把GIMP 2.0保存的XCF文件中的文字图层当作普通图像层处理。
GIMP开发者不推荐使用XCF作为数据交换格式，是因为这一格式反应了GIMP的内部架构，而且在将来的版本中会有细微的调整。另外，GIMP开发者和Krita开发者之间的合作成果是进行中的光栅文件格式OpenRaster，以OpenDocument格式为蓝本，会在这两个应用程序未来的版本中使用。
从GIMP 2.8版本起图像以XCF格式存取。GIMP仅支持以XCF格式保存，其他格式改由“导出”对话框保存。

## 支持此格式的软件
除了在GIMP中作为源文件，XCF还可被另外一些软件，如某些图像阅览器与图像转换软件中被读取、使用、导出：
- Seashore（英语：Seashore (software)）是个Mac OS X上基于GIMP的轻量级图像处理软件。
- ImageMagick 有个XCF模块，但仅可读取其单层未索引图像。
- Inkscape 在0.44版后支持导出XCF。[3]
- XnView 可以显示XCF的单层未索引图像。
- Imagine 可以显示XCF的单层未索引图像。

## 外部連結
- XCF檔案格式技術資料 （页面存档备份，存于）